# Morse (Luisiana)
Morse é uma vila localizada no estado americano de Luisiana, na Paróquia de Acádia.

## Demografia
Segundo o censo americano de 2000, a sua população era de 759 habitantes.
Em 2006, foi estimada uma população de 761, um aumento de 2 (0.3%).

## Geografia
De acordo com o United States Census Bureau tem uma área de
3,6 km², dos quais 3,6 km² cobertos por terra e 0,0 km² cobertos por água.

## Localidades na vizinhança
O diagrama seguinte representa as localidades num raio de 20 km ao redor de Morse.